# Yubdo
Yubdo est un woreda de l'ouest de l'Éthiopie situé dans la zone Mirab Welega de la région Oromia. Il a 38 858 habitants en 2007 et porte le nom de son centre administratif.

## Situation
Limitrophe de la zone Kelam Welega du côté ouest, en face du woreda Lalo Kile, Yubdo est entouré dans la zone Mirab Welega par Ayira au nord, Genji à l'est et Nole Kaba au sud.
Son centre administratif se trouve à plus de 1 600 m d'altitude, à une quinzaine de kilomètres de la zone Kelam Welega et environ 75 km au sud-ouest de Gimbi.
Le cours amont de la rivière Birbir traverse le woreda.[à vérifier]

## Population
Au recensement national de 2007, le woreda compte 38 858 habitants dont 6 % de citadins avec 2 330 habitants au centre administratif.
La majorité des habitants du woreda (68 %) sont protestants, 27 % sont orthodoxes et 4 % sont musulmans.
En 2022, la population du woreda est estimée à 55 903 personnes avec une densité de population de 181 personnes par km2 et 309 km2 de superficie.